# シナノグルミ

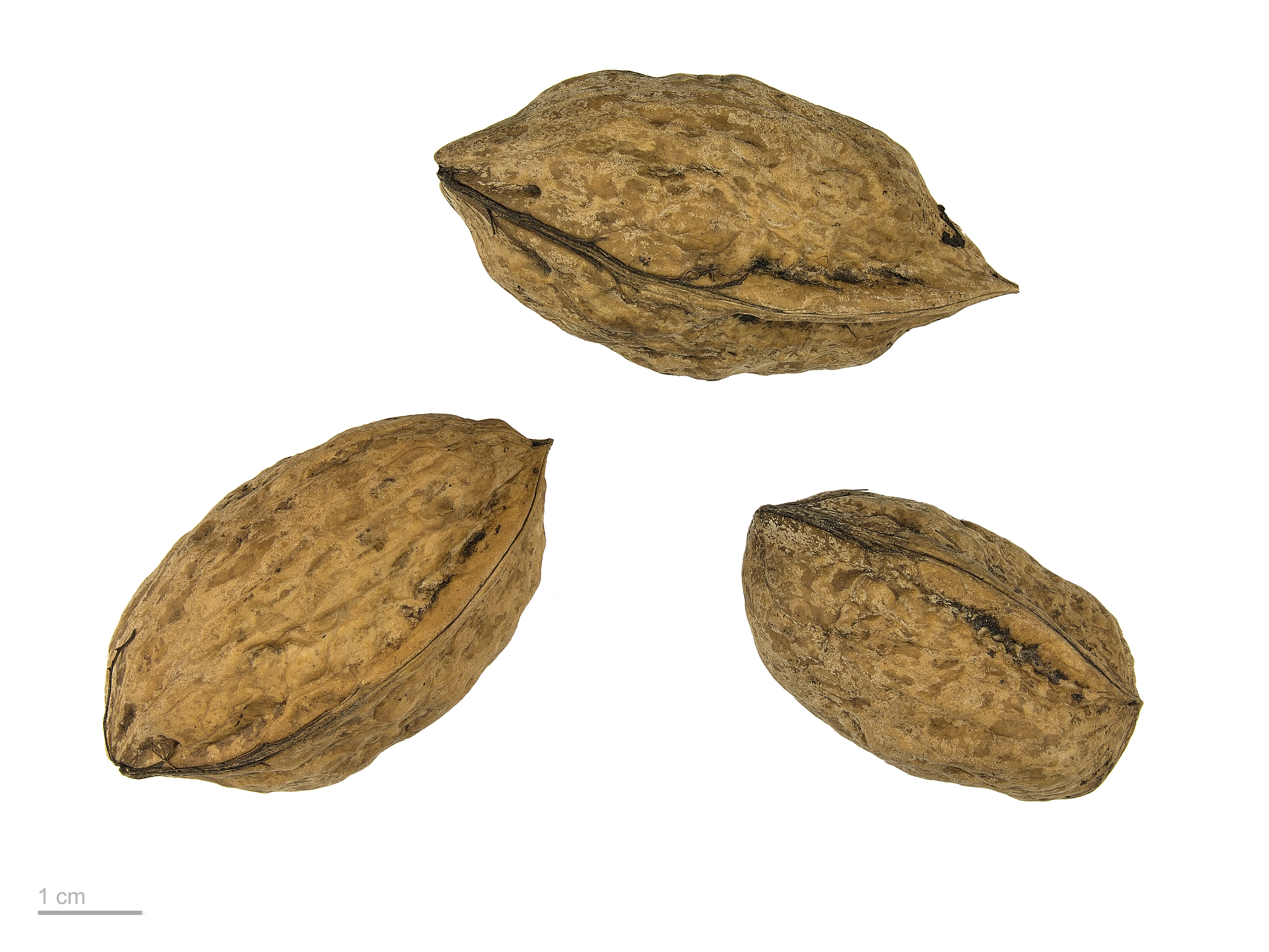
Juglans regia

シナノグルミ（信濃胡桃）は、クルミ科クルミ属のJuglans regiaの1変種。アメリカから輸入されたペルシャグルミとテウチグルミが自然交雑してできたとされている。なお、栽培特性の優れた株の実生選抜により残ったものであるが、現在では、品種として扱われる。
仮果とよばれる実をつけ、その中に核果があり、さらに内側の仁を食用とすることができる。核果が成熟すると外皮が割れ、核果が落下するため収穫が行いやすい。自生しているヒメグルミやオニグルミより大粒で殻を割りやすく食べられる部分も多いため、一般に市販されているクルミはこの種類が多い。日本では主に長野県で栽培されており、長野県東御市が生産量日本一である。別名菓子クルミ、手打ちクルミ。
| 項目                 | 分量（g） |
| -------------------- | --------- |
| 脂肪                 | 65.21     |
| 飽和脂肪酸           | 6.126     |
| 一価不飽和脂肪酸     | 8.933     |
| 18:1（オレイン酸）   | 8.799     |
| 多価不飽和脂肪酸     | 47.174    |
| 18:2（リノール酸）   | 38.093    |
| 18:3（α-リノレン酸） | 9.08      |

## 他の作物への影響
リンゴの果実に褐色の円形病斑を生じ形成果実を腐敗させる病気である『リンゴ炭そ病』の伝染源となっている。